# Moheba Khorsheed
Moheeba Khorshid  (arabisch مهيبة خورشيد, geboren 1925 in Jaffa, Palästina; gestorben 2000 in Jordanien) war eine palästinensische Lehrerin, Aktivistin und Gründerin der ersten offiziellen bewaffneten Frauenorganisation gegen die Israelische Besatzung in Palästina.

## Bildung
Moheeba studierte in Jerusalem am Higher Institute for Teachers. Nach ihrem Abschluss zog sie zurück in ihre Heimatstadt Jaffa, wo sie Mädchen an der High School unterrichtete.
Sie studierte außerdem arabische Literatur und Journalismus.

## Politischer Aktivismus
Moheeba stand öffentlich für die Bildung der Frauen ein. Zusammen mit ihrer Schwester Arabyia Khorsheed (arabisch عربية خورشيد) gründete sie 1933 die Zahrat al-Uqhawan (arabisch زهرة الاقحوان ‚Chrysanthemen Blumen‘), welche als soziale Organisation startete und deren Ziel es war, für Frauen- und Menschenrechte in Palästina einzustehen, die Unterstützung von Studierenden, die sich keine Ausbildung leisten konnten, und die Förderung der religiösen Einheit.
Nachdem Moheeba Zeugin der Erschießung eines palästinensischen Jungen in den Armen seiner Mutter wurde, entwickelte sich die Organisation zu einer der ersten bewaffneten Frauengruppen, die sich gegen die Israelische Besetzung wehrte. Moheeba spielte eine führende Rolle und war an der Organisation und Durchführung von Operationen, der Strategieentwicklung und der Beschaffung von Waffen für den Einsatz beteiligt.

## Tod
Durch die ethnische Säuberung Jaffas musste Moheeba die Stadt verlassen. Sie lebte als Geflüchtete in Jordanien, wo sie heiratete und ihre Aktivität als Lehrerin fortsetzte. Bis zu ihrem Tod im Jahr 2000 konnte sie nicht in ihre Heimatstadt zurückkehren.